# ميسيميريون (بيلا)
ميسيميريون (Μεσημέριον) هي مدينة في بيلا في مقاطعة فوريا إلادا في اليونان.